# آيت بن عدي (الحمارة)
آيت بن عدي هو دُوَّار يقع بجماعة أحد بوحسوسن، إقليم خنيفرة، جهة بني ملال خنيفرة في المملكة المغربية. ينتمي الدوّار لمشيخة الحمارة التي تضم 6 دواوير. يقدر عدد سكانه بـ 237 نسمة حسب الإحصاء الرسمي للسكان والسكنى لسنة 2004.

## وصلات خارجية
- البوابة الوطنية للجماعات الترابية
- المندوبية السامية للتخطيط